# Marie Peyrat

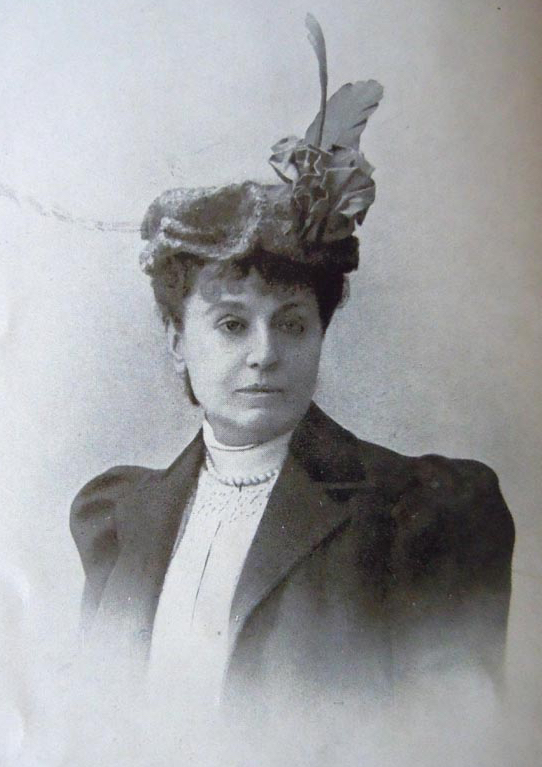
Marie Peyrat

Arconati, Markiezin Visconti, geboren Marie Peyrat (1840-1923), was de laatste markiezin van Gaasbeek.
Ze was Franse van geboorte, en huwde de schatrijke Italiaan Giammartino Arconati-Visconti, een huwelijk dat door zijn vroegtijdige dood slechts drie jaar duurde, waardoor Marie een onmetelijk fortuin verkreeg.
De markiezin liet op het einde van de 19e eeuw het kasteel van Gaasbeek restaureren tot een romantisch sprookjeskasteel.
Marie had de wetenschap, het liberalisme en het antiklerikalisme hoog in het vaandel staan, en was gebiologeerd door de renaissance. Deze eigenzinnige vrouw maakte van Gaasbeek haar jachtverblijf in (neo)renaissancestijl. Ze schonk het kasteel aan het Belgische volk als eerbewijs voor zijn onverzettelijkheid tijdens de Eerste Wereldoorlog.